# Fissarena longipes
Fissarena longipes là một loài nhện trong họ Trochanteriidae. Loài này phân bố ở het Noordelijk Territorium.